# 10 messidor
10 prairial 10 thermidor
Le décadi 10 messidor, officiellement dénommé jour de la faucille, est le 280e jour de l'année du calendrier républicain.
C'était généralement le 28e jour du mois de juin dans le calendrier grégorien.